# Trnávka u Přelouče

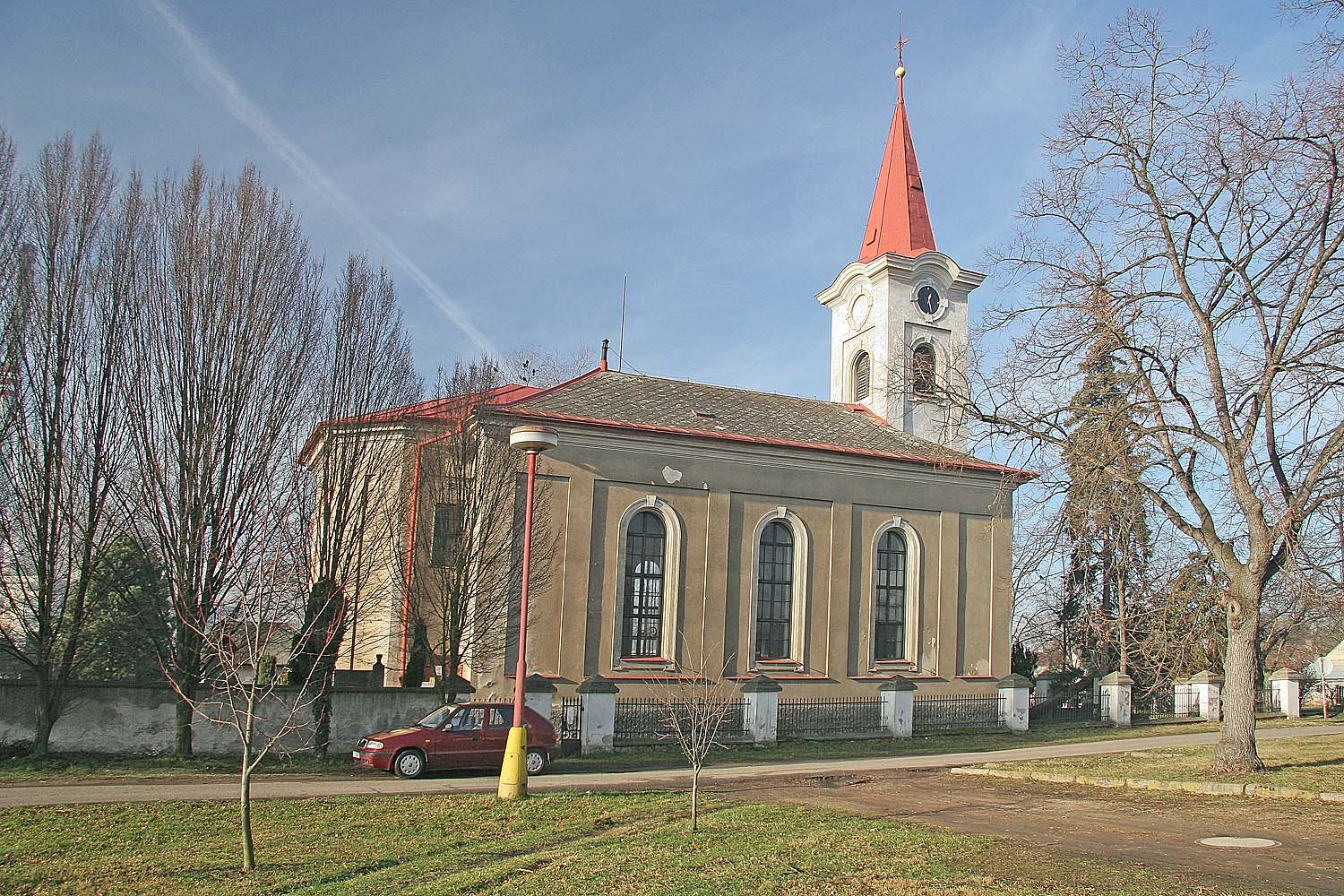
Evangelische Kirche

Trnávka (deutsch Trnawka, 1939–1945 Tirnawka) ist eine Gemeinde in Tschechien. Sie liegt sieben Kilometer westlich von Přelouč und gehört zum Okres Pardubice.

## Geographie
Trnávka befindet sich am nördlichen Fuße der zum Eisengebirge gehörigen Chvaletická hornatina (Chwalletitzer Hochland) in den Elbauen am Bach Morašický potok. Am südlichen Ortsrand verlaufen die Bahnstrecke Česká Třebová–Praha und die Staatsstraße II/322 zwischen Týnec nad Labem und Přelouč. Südwestlich des Dorfes steht das 800 MW Kraftwerk Chvaletice auf dem Gelände eines ehemaligen Pyrit-Tagebaues. Westlich erhebt sich die Semenná hůra (244 m n.m.). 
Nachbarorte sind V Mošnicích, Tetov und Kolesa im Norden, Chaloupky und Kladruby nad Labem im Nordosten, Řečany nad Labem, Stará Pila und Mazánkova Hájenka im Osten, Spytovice, Pazderný Mlýn und Zdechovice im Südosten, Katovna, Zbraněves und Strážník im Süden, Hornická Čtvrť im Südwesten, Chvaletice im Westen sowie Labské Chrčice und Selmice im Nordwesten.

## Geschichte
Die Gegend wurde im 10. Jahrhundert durch Ostchorvaten besiedelt. Die erste urkundliche Erwähnung von Tyrnov erfolgte im Jahre 1333. Bereits seit den Zeiten Ottokars II. Přemysl bestanden im Hochland um Chvaletice und Zdechovice Eisenerzgruben, die auch der Chronist Václav Hájek z Libočan erwähnte. Seit den Hussitenkriegen gehörte Trnová zum königlichen Gut Zdechovice. 1515 gelangte die Herrschaft Zdechovice mit den Dörfersn Zdechovice, Telčice, Chvaletice, Trnová, Řečany, Labětín und Spytovice im Zuge eines Vergleichs mit Zdeniek Lev von Rosental an diesen als Schuldausgleich. Seit der zweiten Hälfte des 16. Jahrhunderts wird das Dorf als Trnávka bezeichnet. 
Der Bergbau erlosch während des Dreißigjährigen Krieges. 1722 kaufte Karl Josef Graf von Paar die Zdechovicer Güter von Leopold von Věžník. Nach Erlass des Toleranzpatents von 1781 bildete sich eine evangelische Gemeinde. 1783 erfolgte die Weihe der Kirche, des Pfarrhauses und einer Schule.
Im Jahre 1835 bestand das im Chrudimer Kreis gelegene Dorf Trnawka aus 63 Häusern, in denen 410 Personen lebten. Die Einwohner waren fast ausschließlich Protestanten; 71 Familien waren Augsburgischen Bekenntnisses, weitere 6 Familien reformiert. Im Ort gab es ein evangelisch-lutherisches Bethaus mit Pastorat, eine evangelische Schule, ein Einkehrwirtshaus, eine Militär-Reitschule sowie einen Fasangarten mit Jägerhaus. Katholischer Pfarrort war Zdechowitz. Bis zur Mitte des 19. Jahrhunderts blieb Trnawka dem Allodialgut Zdechowitz untertänig.
Nach der Aufhebung der Patrimonialherrschaften bildete Trnavka ab 1849 eine Gemeinde im Gerichtsbezirk Přelauč. Ab 1868 gehörte das Dorf zum Bezirk Pardubitz. Der Eisenbergbau wurde in der zweiten Hälfte des 19. Jahrhunderts wieder aufgenommen. Seit dem Ende des 19. Jahrhunderts wird der Ortsname Trnávka verwendet. Nach der Entdeckung einer großen Manganeisenerz- und Pyritlagerstätte  zwischen Trnávka, Chvaletice und Zdechovice erfolgte zu Beginn des 20. Jahrhunderts der Aufschwung des Bergbaus. Die Böhmische Bergbaugesellschaft in Joachimsthal verarbeitete das Eisenerz in ihrem Eisenhüttenwerk in Králův Dvůr. 1909 fusionierte die Bergbaugesellschaft mit der Prager Eisenhüttengesellschaft. Zu dieser Zeit erfolgte der Abbau in 24 Grubenfeldern und vier Tiefbauschächten. Der Transport der Erze erfolgte auf Pferdegespannen zur Bahnstation Řečany nad Labem. Nachdem die Prager Eisenhüttengesellschaft 1945 verstaatlicht worden war, gehörte das Bergwerk zwischen Chvaletice und Trnávka als Grube Nr. IX zu den Mittelböhmischen Kohlen- und Eisenerzgruben. 1949 wurde aus der Grube IX der volkseigene Betrieb Manganorudné a kyzové závody Chvaletice. Im selben Jahr wurde die Gemeinde dem Okres Přelouč zugeordnet. 1950 wurde in unmittelbare Nähe des Dorfes ein neues Manganeisenwerk errichtet. Der Okres Přelouč wurde im Zuge der Gebietsreform von 1960 aufgehoben, seitdem gehört Trnávka zum Okres Pardubice. 1961 wurde Trnávka nach Řečany nad Labem eingemeindet. Nach der Einstellung des Eisenbergbaus wurde in der zweiten Hälfte der 1970er Jahre auf dem Gelände des Manganeisenwerkes das Kohlekraftwerk Chvaletice errichtet. Seit Beginn des Jahres 1993 besteht die Gemeinde Trnávka wieder.

## Gemeindegliederung
Für die Gemeinde Trnávka sind keine Ortsteile ausgewiesen.

## Sehenswürdigkeiten
- Evangelische Kirche, erbaut 1882